# Milwaukee Bucks 2000-2001
La stagione 2000-01 dei Milwaukee Bucks fu la 33ª nella NBA per la franchigia.
I Milwaukee Bucks vinsero la Central Division della Eastern Conference con un record di 52-30. Nei play-off vinsero il primo turno con gli Orlando Magic (3-1), la semifinale di conference con i Charlotte Hornets (4-3), perdendo poi la finale di conference con i Philadelphia 76ers (4-3).

## Roster
| N° | Naz.                   | Ruolo | Sportivo       | Anno | Alt. | Peso |
| -- | ---------------------- | ----- | -------------- | ---- | ---- | ---- |
| 5  | Stati Uniti (bandiera) | A     | Tim Thomas     | 1977 | 208  | 104  |
| 6  | Stati Uniti (bandiera) | C     | Joel Przybilla | 1979 | 216  | 118  |
| 7  | Stati Uniti (bandiera) | G     | Jason Hart     | 1978 | 191  | 84   |
| 10 | Stati Uniti (bandiera) | G     | Sam Cassell    | 1969 | 191  | 84   |
| 11 | Stati Uniti (bandiera) | G     | Lindsey Hunter | 1970 | 188  | 77   |
| 13 | Stati Uniti (bandiera) | A     | Glenn Robinson | 1973 | 201  | 102  |
| 21 | Stati Uniti (bandiera) | A     | Darvin Ham     | 1973 | 201  | 100  |
| 22 | Stati Uniti (bandiera) | G     | Michael Redd   | 1979 | 198  | 100  |
| 24 | Stati Uniti (bandiera) | G     | Rafer Alston   | 1976 | 188  | 78   |
| 25 | Stati Uniti (bandiera) | A     | Jerome Kersey  | 1962 | 201  | 98   |
| 34 | Stati Uniti (bandiera) | G     | Ray Allen      | 1975 | 196  | 93   |
| 35 | Stati Uniti (bandiera) | A     | Jason Caffey   | 1973 | 203  | 116  |
| 40 | Stati Uniti (bandiera) | C     | Ervin Johnson  | 1967 | 211  | 111  |
| 42 | Stati Uniti (bandiera) | AC    | Scott Williams | 1968 | 208  | 104  |
| 43 | Stati Uniti (bandiera) | A     | Mark Pope      | 1972 | 208  | 107  |

## Staff tecnico
- Allenatore: George Karl
- Vice-allenatori: Terry Stotts, Ron Adams, Mike Thibault, Don Newman, Mike McNieve